# Latina/Littoria
Latina/Littoria è un film documentario del 2001 diretto da Gianfranco Pannone.

## Trama
La quotidianità di un'amministrazione comunale, nello specifico quella della cittadina laziale di Latina, e il tormentato iter per la stesura e approvazione del piano regolatore generale, redatto dall'urbanista bolognese Pier Luigi Cervellati, in grado di contrastare la speculazione edilizia a cui è sottoposta la città.
Spiccano due personaggi di orientamento ideologico opposto ma avvicinati dalle circostanze, il sindaco Ajmone Finestra, ex combattente della Repubblica di Salò, condannato a morte dallo Stato Italiano per i crimini da lui commessi nel periodo 1943-45 e poi amnistiato, e lo scrittore Antonio Pennacchi.

## Distribuzione
Il film è stato candidato al Festival internazionale di Marsiglia nel 2002, dove, pur superando la prima selezione ufficiale, non riceve alcun premio.

## Accoglienza

### Critica
«Quando i peggiori fantasmi della Storia si riaffacciano sul mondo, quando non si ha più niente da dire, quando nessuno s'indigna più, quando i conti col passato non sono stati fatti. Qualcuno disse che avere la coscienza pulita è di chi ha cattiva memoria. Di fronte a tanta arroganza, l'unica risposta possibile è tornare a far politica, anche con l'arma del cinema.» Gianfranco Pannone
«Grottesco e sconcertante ritratto di una realtà penetrata con sguardo e abilità da documentarista vero.»

## Riconoscimenti
- 2001 - Torino Film Festival
  - Miglior documentario italiano